# Gospodarka Chorwacji
Gospodarka Chorwacji – gospodarka mieszana, rozwijająca się gospodarka rynkowa po transformacji ekonomicznej w latach 90. XX wieku, której rozwój zaburzyła wojna w Chorwacji w latach 1991–1995, stopniowo odbudowana, bazuje w dużej mierze na sektorze usług, przede wszystkim na turystyce, która generuje ponad 17% PKB (2016).
W 2015 roku, chorwacka gospodarka wyszła z sześcioletniej recesji dzięki wzrostowi konsumpcji i eksportu, notując wzrost realnego PKB w tempie 1,6% oraz spadek stopy bezrobocia o 1 punkt procentowy. Gospodarka przyspieszyła w 2016 roku – realny PKB wzrósł o 2.8% dzięki rosnącemu popytowi wewnętrznemu a stopa bezrobocia zmalała do 12,8%. Dobra koniunktura przełożyła się na polepszenie wyników budżetowych – zmniejszenie deficytu budżetu państwa do 1,8% PKB oraz spadek długu publicznego do 84,1% PKB.
Według zimowej prognozy Komisji Europejskiej z 2017 roku, w 2017 roku Chorwacja ma zanotować wzrost gospodarczy na poziomie 3,1% dzięki coraz mocniejszej konsumpcji i inwestycjom finansowanym z funduszy europejskich. Aktualnie jest to jednak jeden z biedniejszych krajów Unii Europejskiej, bogatszy jedynie od Rumunii i Bułgarii.

## Ustrój gospodarczy
Gospodarka Chorwacji opiera się na zasadach rynkowych (z zachowaniem dialogu społecznego między związkami zawodowymi a pracodawcami), swobodzie prowadzenia działalności gospodarczej, niezależności i samodzielności podmiotów gospodarczych oraz na równoprawności wszystkich form własności.

## System walutowy
Do 2022 r. walutą narodową była kuna (HRK) a 1 kuna = 100 lip. Kuna emitowana była przez Narodowy Bank Chorwacji. Kurs kuny nie jest powiązany stałym parytetem z żadną walutą światową i jest ustalany przez rynek walutowy. W praktyce gospodarka chorwacka jest w wysokim stopniu „zeuroizowana”, gdyż znaczna część kredytów i należności wyrażonych jest w euro. Od 1 stycznia 2023 r. Chorwacja weszła do strefy walutowej Euro. 

## Struktura gospodarki
Gospodarka Chorwacji opiera się przede wszystkim na sektorze usług, który generuje ok. 60% PKB. Najważniejszym sektorem gospodarki jest turystyka, która dostarcza ponad 17% PKB. Dalszy udział w gospodarce ma przemysł przetwórczy – produkcja żywności i napojów, produktów naftowych, chemikaliów, artykułów chemicznych i wyrobów z metalu.

## Ogólna charakterystyka sytuacji gospodarczej
Przed rozpadem Jugosławii, gospodarka Chorwacji była jedną z najlepiej rozwiniętych gospodarek republik jugosłowiańskich. W późnych latach 80. XX wieku rozpoczął się proces ekonomicznej transformacji i przestawienia gospodarki centralnie planowanej na wolnorynkową.
Gospodarka kraju poważnie ucierpiała podczas wojny w latach 1991–1995, kiedy doszło do zniszczenia bazy przemysłu i załamania produkcji krajowej. W latach 2000–2007 gospodarka rosła w tempie 4–6% rocznie dzięki przychodom z turystyki i konsumpcji napędzanej kredytami.
W latach 2009–2014, Chorwacja znajdowała się w głębokiej recesji – produkt krajowy brutto spadł o 13% a stopa bezrobocia podwoiła się do ponad 17%, przy czym bezrobocie młodych wzrosło do rekordowego 50%. Od 2013 roku Chorwacja objęta jest procedurą nadmiernego deficytu (ang. Excessive Deficit Procedure, EDP) nałożoną przez Radę Unii Europejskiej z terminem korekty deficytu do 2016 roku.
W 2015 roku, chorwacka gospodarka wyszła z sześcioletniej recesji dzięki wzrostowi konsumpcji i eksportu, notując wzrost realnego PKB w tempie 1,6% oraz spadek stopy bezrobocia o 1 punkt procentowy. Gospodarka przyspieszyła w 2016 roku – realny PKB wzrósł o 2.8% dzięki rosnącemu popytowi wewnętrznemu a stopa bezrobocia zmalała do 12,8%. Dobra koniunktura przełożyła się na polepszenie wyników budżetowych – zmniejszenie deficytu budżetu państwa do 1,8% PKB oraz spadek długu publicznego do 84,1% PKB.
Według zimowej prognozy Komisji Europejskiej z 2017 roku, w 2017 roku Chorwacja ma zanotować wzrost gospodarczy na poziomie 3,1% dzięki coraz mocniejszej konsumpcji i inwestycjom finansowanym z funduszy europejskich.

## Uczestnictwo w organizacjach i porozumieniach
Chorwacja jest członkiem wielu organizacji o charakterze ekonomicznym:
- 2000 – Światowa Organizacja Handlu
- 2007 – Środkowoeuropejskie Porozumienie o Wolnym Handlu